# Mycoporis
Mycoporis is een monotypisch geslacht van schimmels behorend tot de familie Mycoporaceae. Het bevat alleen Mycoporis perexigua.